# Ciuikivka, Iampil
Ciuikivka (în ucraineană Чуйківка) este localitatea de reședință a comunei Ciuikivka din raionul Iampil, regiunea Sumî, Ucraina.

## Demografie
Componența lingvistică a localității Ciuikivka
     Ucraineană (94,41%)
     Rusă (5,37%)
     Alte limbi (0,11%)
Conform recensământului din 2001, majoritatea populației localității Ciuikivka era vorbitoare de ucraineană (94,41%), existând în minoritate și vorbitori de rusă (5,37%).